# Condado de Rybnik
Condado de Rybnik (polonês: powiat rybnicki) é um powiat (condado) da Polônia, na voivodia da Silésia. A sede do condado é a cidade de Rybnik. Estende-se por uma área de 224,63 km², com 73 931 habitantes, segundo o censo de 2007, com uma densidade de 328,56 hab/km².

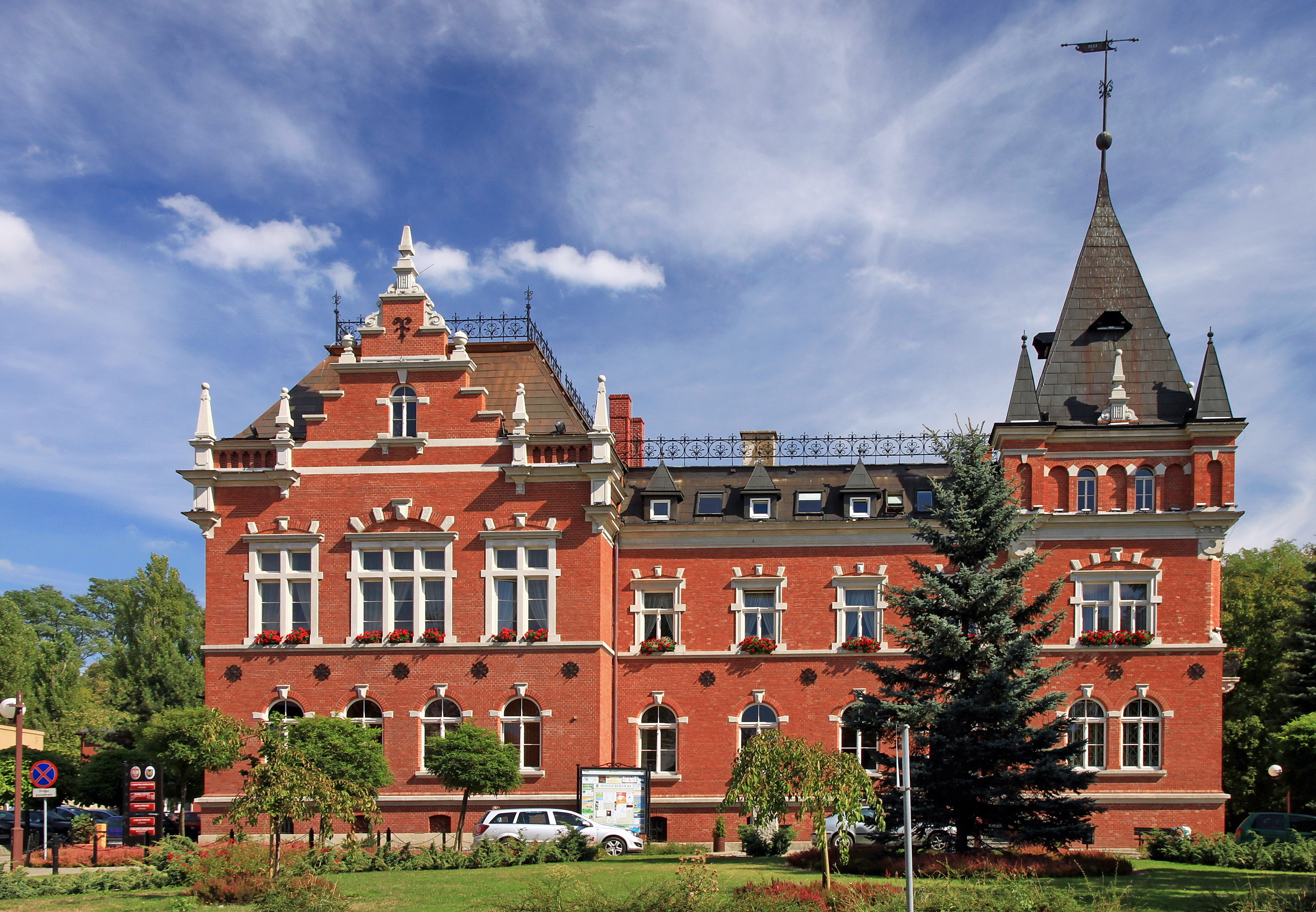
Escritório Distrital em Rybnik

## Divisões admistrativas
O condado possui:
Comuna urbana-rural: Czerwionka-Leszczyny
Comunas rurais: Gaszowice, Jejkowice, Lyski, Świerklany
Cidades: Czerwionka-Leszczyny

## Demografia
População (dados de 30 de Junho de 2005):
|          | Total   | Total | Mulheres | Mulheres | Homens  | Homens |
| -------- | ------- | ----- | -------- | -------- | ------- | ------ |
|          | pessoas | %     | pessoas  | %        | pessoas | %      |
| Total    | 73 480  | 100   | 37 155   | 50,6     | 36 325  | 49,4   |
| Cidades  | 28 637  | 100   | 14 532   | 50,7     | 14 105  | 49,3   |
| Povoados | 44 843  | 100   | 22 623   | 50,4     | 22 220  | 49,6   |